# Tuarga
Tuarga, Tawurgha ou Tawergha é uma cidade da Líbia, no Golfo de Sidra, que está localizada a 40 Km ao Sul de Misrata  (estrada em direção a Sirte, na época da Guerra Civil Líbia tinha aproximadamente 30 000 habitantes .
Alguns dizem que o nome da cidade deve-se a pele escura de seus habitantes que seriam semelhantes aos tuaregues.
Durante a Guerra Civil Líbia maior parte da cidade foi tomada por milícias de Misrata em 12 de agosto de 2011, por meio de uma forte operação coordenada com a Otan. Maioria dos habitantes da cidade fugiu temendo a ira dos milicianos que acusavam os habitantes daquela cidade de terem participado do cerco à Misrata. Alguns milicianos realizaram saques e incêndios. Os habitantes daquela cidade foram perseguidos pelos milicianos de Misrata também nas cidades onde buscaram refúgio como Sirte e Trípoli.